# Ivan Coval
Ivan Coval (în rusă Иван Коваль; n. 28 mai 1920, Camenca, Republica Populară Ucraineană – d. 5 februarie 1980, Chișinău, RSS Moldovenească, URSS) a fost un militar sovietic, participant al celui de-Al Doilea Război Mondial și Erou al Uniunii Sovietice (distins în 1943).

## Biografie
S-a născut în satul Camenca din ținutul Balta, gubernia Podolia, Republica Populară Ucraineană (actualmente raionul Camenca, Transnistria, Republica Moldova). După ce a terminat școala de șapte ani și o școală de ucenicie în fabrică, a lucrat ca mecanic în depozitul de trăsuri al stației Kuibîșevka-Vostocinaia din ținutul Habarovsk.
În 1941 a fost mobilizat în Armata Roșie; din iulie 1942, a fost pe front. Până în septembrie 1943, în calitate de sergent, a comandat un tun al Regimentului 158 de artilerie de gardă al celei de-a 78-a divizii de pușcă de gardă a Armatei a 7-a a frontului de stepă. S-a remarcat în timpul bătăliei de la Nipru.
La 26 septembrie 1943, formațiunea lui Coval a traversat Niprul și a luat parte la capturarea unui cap de pod pestre râu. La 5 octombrie 1943, a traversat din nou Niprul, de data aceasta în zona satului Domotkan din regiunea Dnipropetrovsk. Pentru efectuarea acestor misiuni de luptă, prin decretul prezidiului Sovietului Suprem al URSS din 26 octombrie 1943 i s-a acordat titlu de erou al Uniunii Sovietice cu acordarea Ordinului Lenin și medaliei „Steaua de aur”, nr. 1370.
În 1945 a absolvit Școala de artilerie din Reazan. În 1946 a fost transferat în rezervă cu gradul de maior. După război a locuit la Chișinău, unde a absolvit școala de partid la Comitetul Central al Partidului Comunist al RSS Moldovenești și școala tehnică de industrie ușoară, după care a lucrat ca președinte al comitetului sindical în industria textilă și ușoară din RSSM.
A murit pe 5 februarie 1980.